# Persone di nome Alexis/Calciatori
| Questa pagina contiene informazioni ricavate automaticamente dalle voci biografiche con l'ausilio del template Bio e di un bot. L'aggiornamento è periodico e automatico e ricostruisce completamente la pagina. Se manca una persona in questa lista, sei pregato di non aggiungerla, ma accertati piuttosto che la sua voce biografica contenga il template Bio e che i dati anagrafici siano correttamente compilati. Se il template Bio manca, inseriscilo tu stesso o, in alternativa, metti l'avviso {{tmp\|Bio}} che ne segnala la mancanza. Se i dati riportati sono sbagliati, correggi direttamente la voce biografica; le modifiche saranno visibili in questa lista entro pochi giorni. Per chiarimenti vedi il progetto antroponimi. La lista contiene solo le 59 persone che sono citate nell'enciclopedia e per le quali è stato implementato correttamente il template Bio. Pagina aggiornata al 6 ago 2025. |

Questa è una lista di persone presenti nell'enciclopedia che hanno il nome Alexis e sono calciatori.

## A(4)
- Alexis Alégué, calciatore camerunese (Yaoundé, n. 1996)
- Alexis Allart, ex calciatore francese (Charleville-Mézières, n. 1986)
- Alexis Antunes, calciatore svizzero (Ginevra, n. 2000)
- Alexis Arias, calciatore peruviano (Bellavista, n. 1995)

## B(4)
- Alexis Bbakka, calciatore ugandese (n. 1995)
- Alexis Beka Beka, calciatore francese (Parigi, n. 2001)
- Alexis Blin, calciatore francese (Le Mans, n. 1996)
- Alexis Busin, calciatore francese (Saint-Martin-Boulogne, n. 1995)

## C(7)
- Alexis Canelo, calciatore argentino (San Miguel de Tucumán, n. 1992)
- Alexis Cantero, calciatore paraguaiano (n. 2003)
- Alexis Manyoma, calciatore colombiano (Puerto Tejada, n. 2003)
- Alexis Castro, calciatore argentino (Buenos Aires, n. 1994)
- Alexis Nicolás Castro, ex calciatore argentino (Mina Clavero, n. 1984)
- Alexis Claude-Maurice, calciatore francese (Noisy-le-Grand, n. 1998)
- Alexis Cuello, calciatore argentino (Dock Sud, n. 2000)

## D(3)
- Alexis De Sart, calciatore belga (Waremme, n. 1996)
- Lucas Delgado, calciatore argentino (n. 1995)
- Alexis Duarte, calciatore paraguaiano (Asunción, n. 2000)

## E(1)
- Alexis Enam, ex calciatore camerunese (Ambam, n. 1986)

## F(3)
- Alexis Flips, calciatore francese (Villeneuve-d'Ascq, n. 2000)
- Francisco Flores, calciatore argentino (Vicente López, n. 2002)
- Alexis Fretes, calciatore paraguaiano (n. 2005)

## G(3)
- Alexis Gamboa, calciatore costaricano (Pococí, n. 1999)
- Alexis Guendouz, calciatore algerino (Saint-Etienne, n. 1996)
- Alexis Gutiérrez, calciatore messicano (León, n. 2000)

## H(1)
- Alexis Henríquez, ex calciatore colombiano (Santa Marta, n. 1983)

## M(7)
- Alexis Mac Allister, calciatore argentino (Santa Rosa, n. 1998)
- Alexis Machuca, ex calciatore argentino (Rosario, n. 1990)
- Alexis Maldonado, calciatore argentino (La Rioja, n. 1997)
- Alexis Martín Arias, calciatore argentino (Pellegrini, n. 1992)
- Alexis Messidoro, calciatore argentino (Buenos Aires, n. 1997)
- Alexis Mony, calciatore francese (Parigi, n. 1897 - Parigi, † 1986)
- Alexis Méndez, calciatore statunitense (Los Angeles, n. 2000)

## N(2)
- Alexis Niz, ex calciatore argentino (Rafaela, n. 1988)
- Alexis Norambuena, ex calciatore cileno (Santiago del Cile, n. 1984)

## P(2)
- Alexis Francisco Peña, calciatore messicano (Culiacán, n. 1996)
- Alexis Pérez, calciatore colombiano (Barranquilla, n. 1994)

## R(4)
- Alexis Ruano Delgado, ex calciatore spagnolo (Malaga, n. 1985)
- Alexis Ramos, calciatore argentino (Mar del Plata, n. 1989)
- Alexis Rene Avilés, ex calciatore cubano (n. 1972)
- Alexis Rodríguez, calciatore argentino (Rosario, n. 1996)

## S(8)
- Alexis Sabella, calciatore argentino (Florentino Ameghino, n. 2001)
- Alexis Saelemaekers, calciatore belga (Berchem-Sainte-Agathe, n. 1999)
- Alexis Sánchez, calciatore cileno (Tocopilla, n. 1988)
- Alexis Segovia, calciatore argentino (Monte Grande, n. 2004)
- Alexis Sosa, calciatore argentino (Burzaco, n. 1999)
- Alexis Soto, calciatore argentino (Avellaneda, n. 1993)
- Alexis Steimbach, calciatore argentino (Coronel Suárez, n. 2002)
- Alexis Suárez, ex calciatore spagnolo (Las Palmas, n. 1974)

## T(5)
- Alexis Tekumu, ex calciatore della Repubblica Democratica del Congo (n. 1982)
- Alexis Thébaux, ex calciatore francese (Les Sables-d'Olonne, n. 1985)
- Alex Thépot, calciatore francese (Brest, n. 1906 - Quiberon, † 1989)
- Alexis Tibidi, calciatore francese (Lilla, n. 2003)
- Alexis Trouillet, calciatore francese (Saint-Priest-en-Jarez, n. 2000)

## U(1)
- Alexis Ubillús, ex calciatore peruviano (Lima, n. 1972)

## V(1)
- Alexis Vega, calciatore argentino (Trenque Lauquen, n. 1993)

## Z(3)
- Alexis Zapata, calciatore colombiano (Medellín, n. 1995)
- Alexis Zywiecki, ex calciatore francese (Lesquin, n. 1984)
- Alexis Zárate, ex calciatore argentino (General Deheza, n. 1994)